# Malaconothrus subrasus
Malaconothrus subrasus är en kvalsterart som beskrevs av Balogh 1964. Malaconothrus subrasus ingår i släktet Malaconothrus och familjen Malaconothridae. Inga underarter finns listade i Catalogue of Life.